# Красне (Чернігівський район)
Кра́сне — село в Україні, у Іванівській сільській громаді Чернігівського району Чернігівської області. До 2016 орган місцевого самоврядування — Красненська сільська рада.
Населення становить 536 осіб.
В центрі села розташована АЗС WOG.

## Історія
Село двічі відвідав російський імператор Олександр I.
За даними на 1859 рік у казенному, козачому й власницькому селі Чернігівського повіту Чернігівської губернії мешкало 769 осіб (349 чоловічої статі та 364 — жіночої), налічувалось 134 дворових господарства, існувала православна церква.
Станом на 1886 у колишньому державному й власницькому селі Янівської волості мешкало 761 особа налічувалось 147 дворових господарств, існували православна церква, поштова станція, 2 постоялих будинки, лавка, 17 вітряних млинів.
За переписом 1897 року кількість мешканців зросла до 1578 осіб (751 чоловічої статі та 827 — жіночої), з яких 1541 — православної віри.
1923 - село стало адміністративним центром Краснянського району Чернігівської округи, з волостей Яновської та Слишевської, 364 двори, 1887 мешканців.
12 червня 2020 року, відповідно до розпорядження Кабінету Міністрів України № 730-р «Про визначення адміністративних центрів та затвердження територій територіальних громад Чернігівської області», увійшло до складу Іванівської сільської громади.
17 липня 2020 року, в результаті адміністративно - територіальної реформи та ліквідації колишнього Чернігівського району, село увійшло до складу новоутвореного Чернігівського району Чернігівської області.

## Населення

### Мова
Розподіл населення за рідною мовою за даними перепису 2001 року:
| Мова            | Кількість | Відсоток |
| --------------- | --------- | -------- |
| українська      | 762       | 97.07%   |
| російська       | 18        | 2.29%    |
| білоруська      | 4         | 0.51%    |
| інші/не вказали | 1         | 0.13%    |
| Усього          | 785       | 100%     |

## Галерея

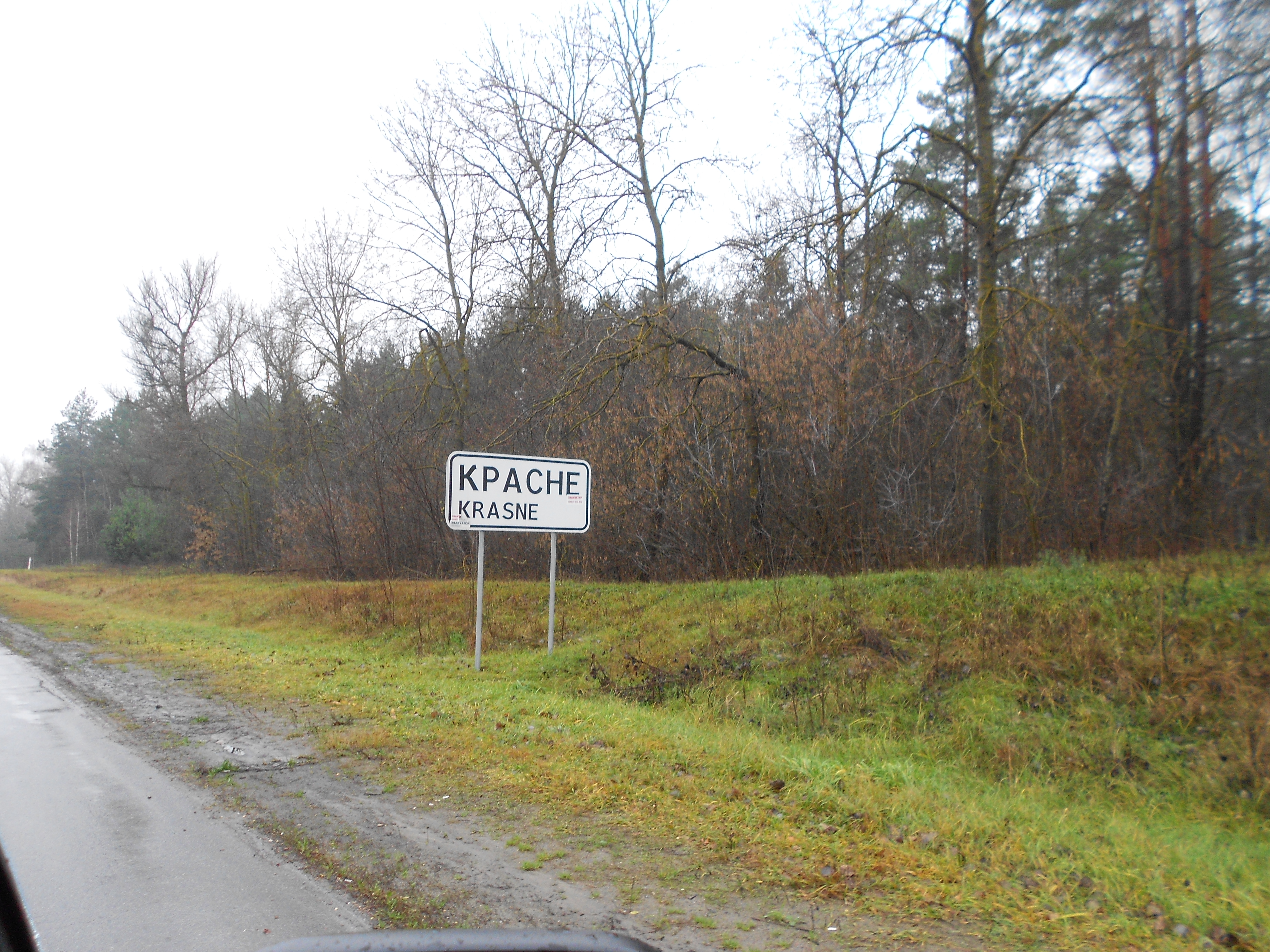
В'їзний знак "Красне".
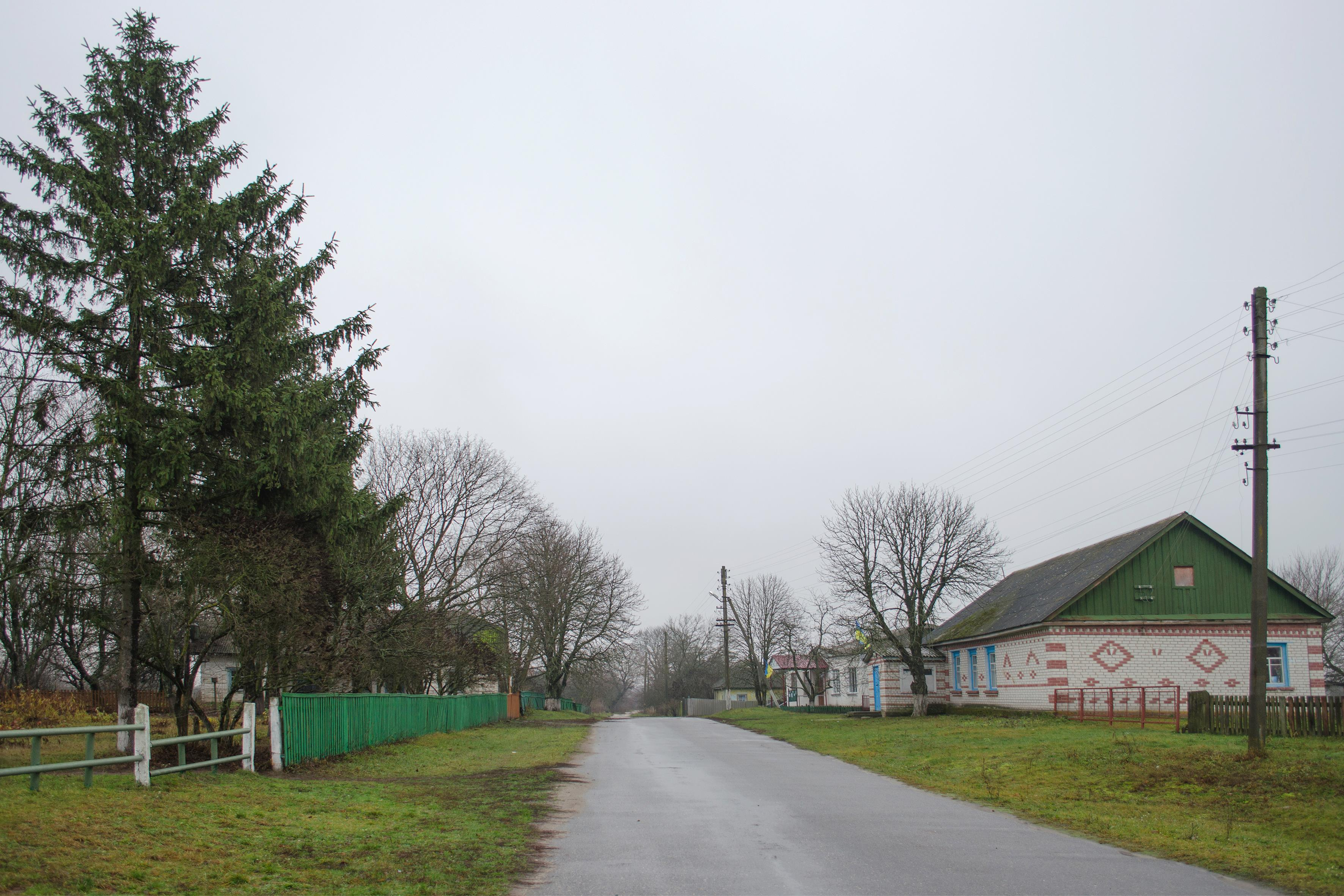
Вулиця
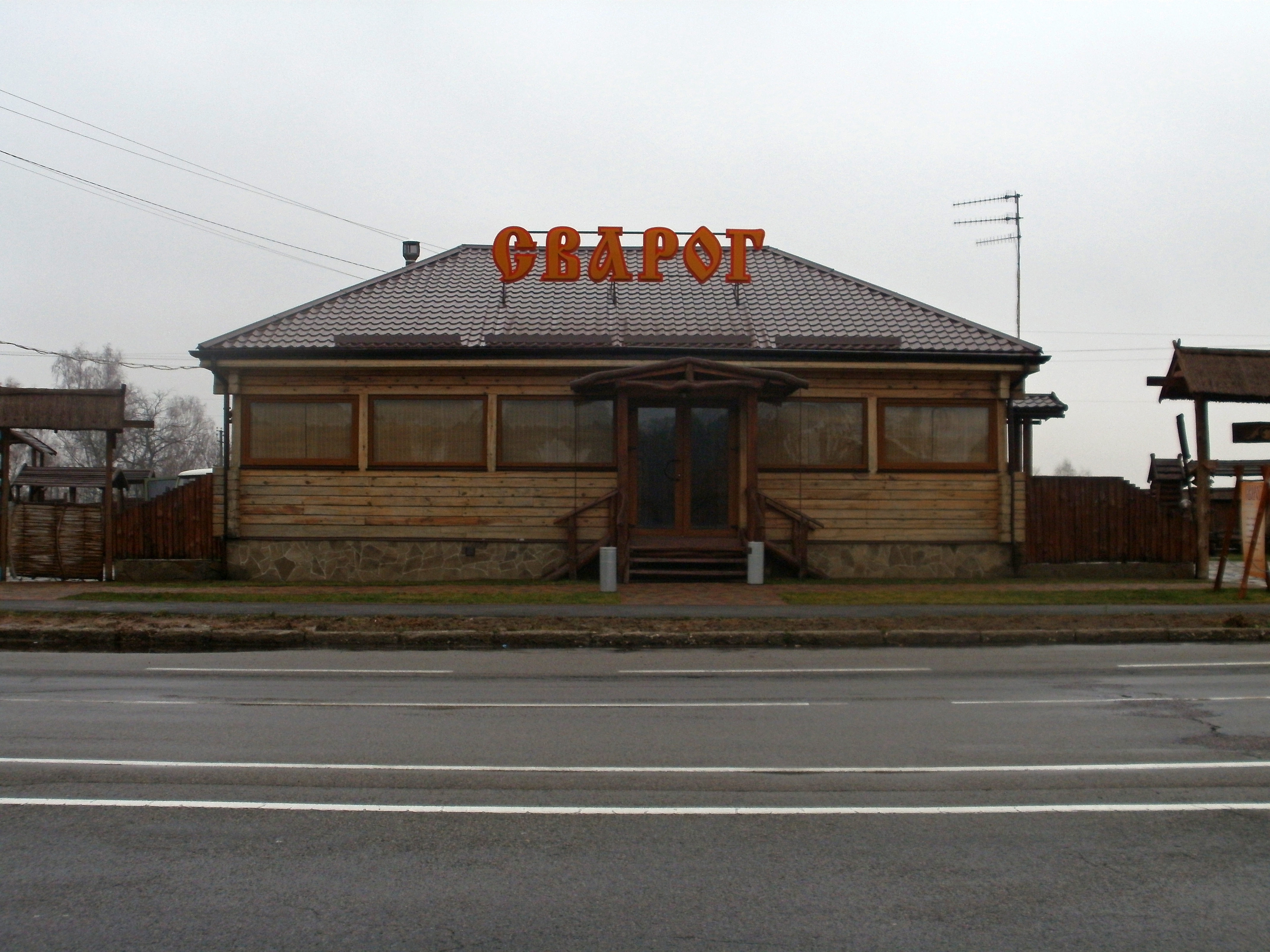
Кафе "Сварог"
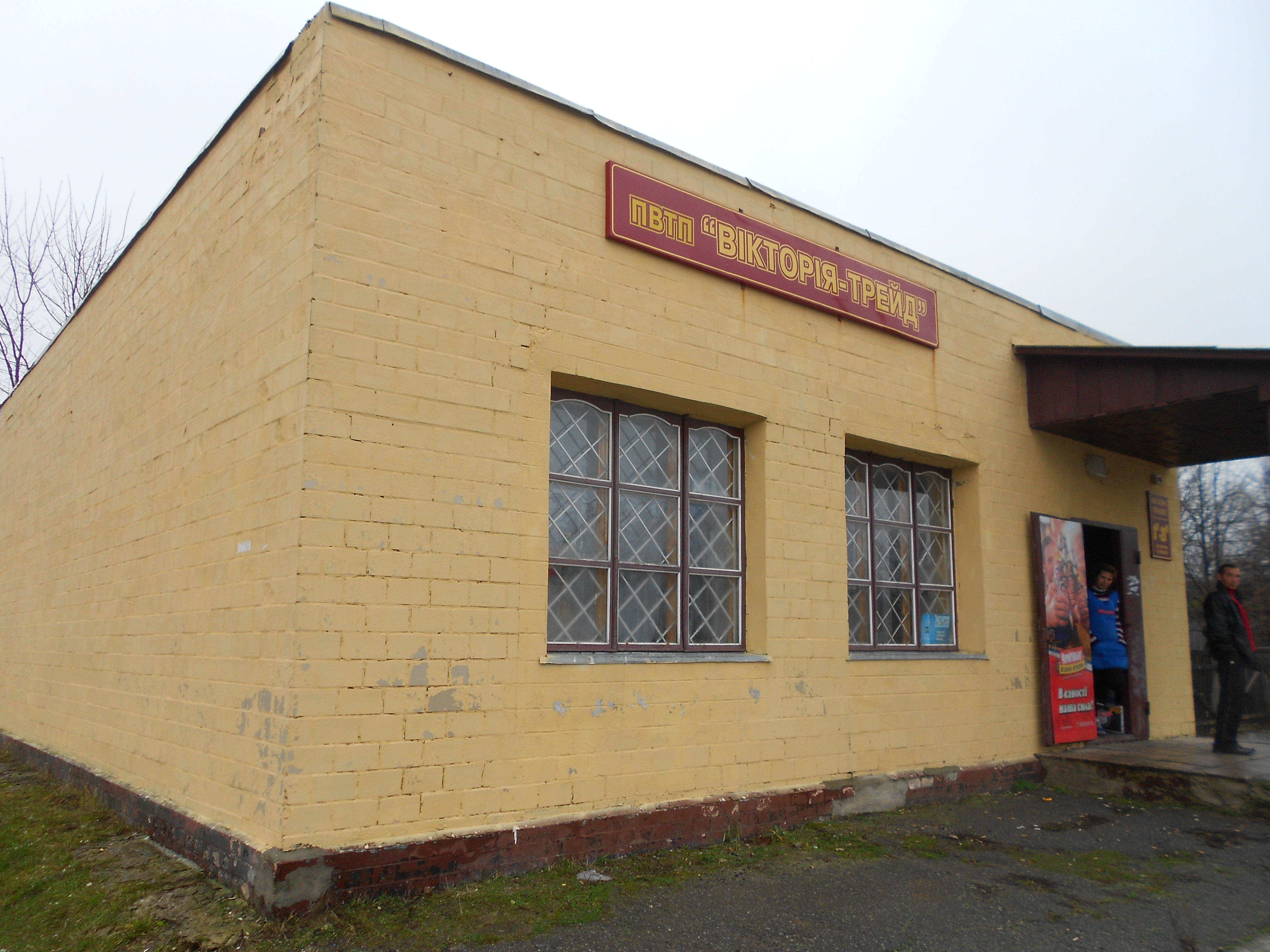
Магазин "Вікторія"
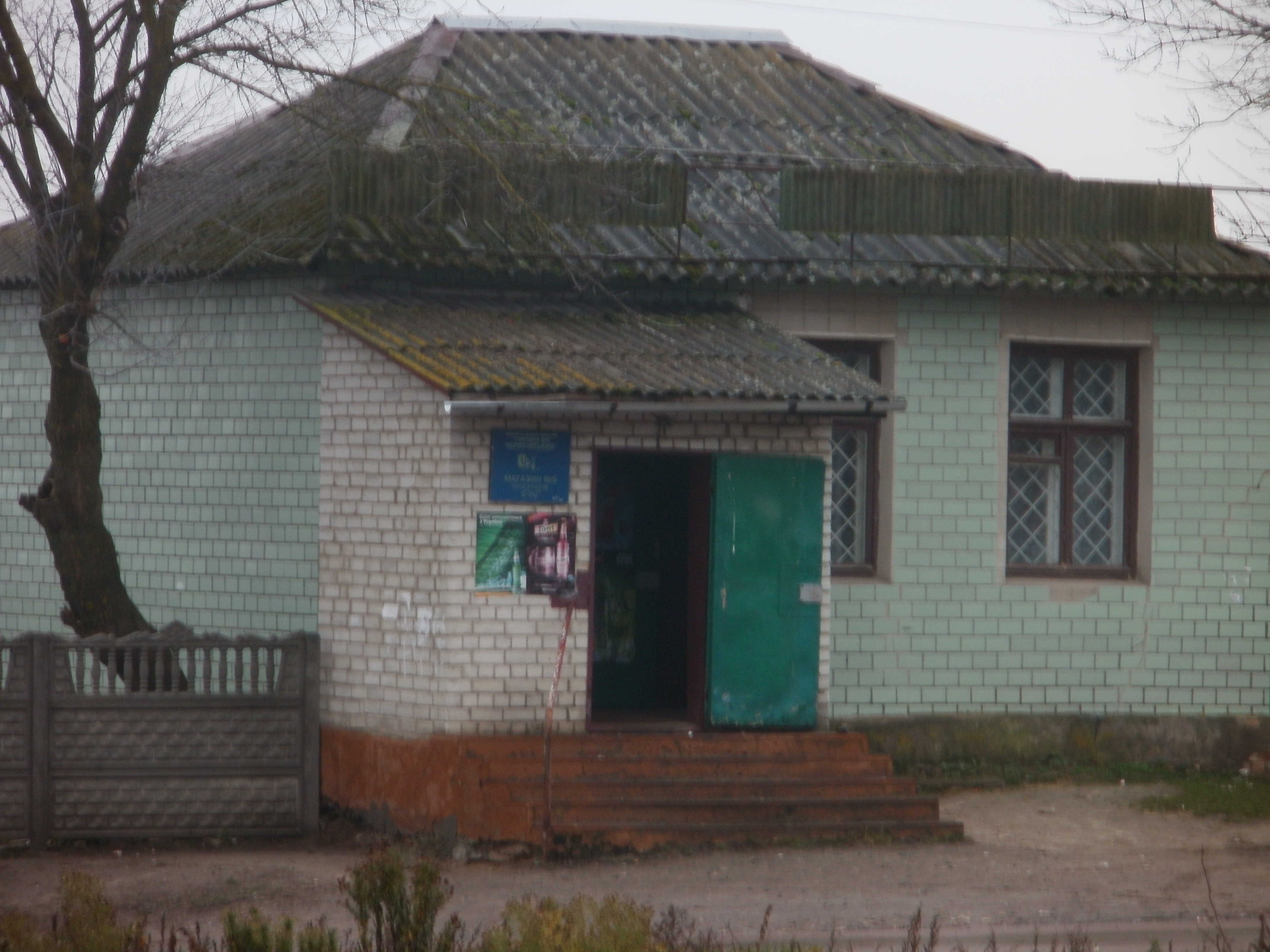
магазин
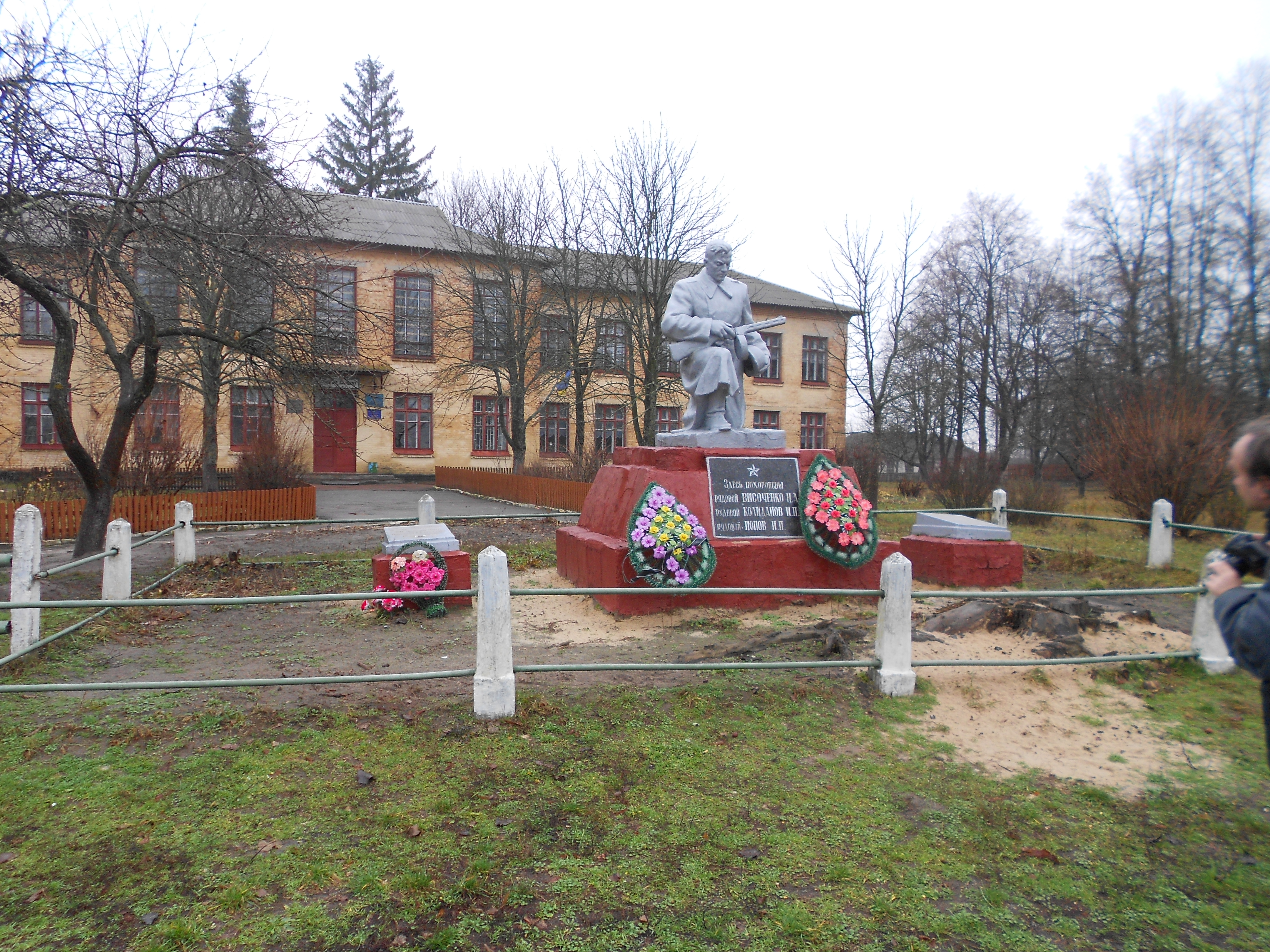
братська могила
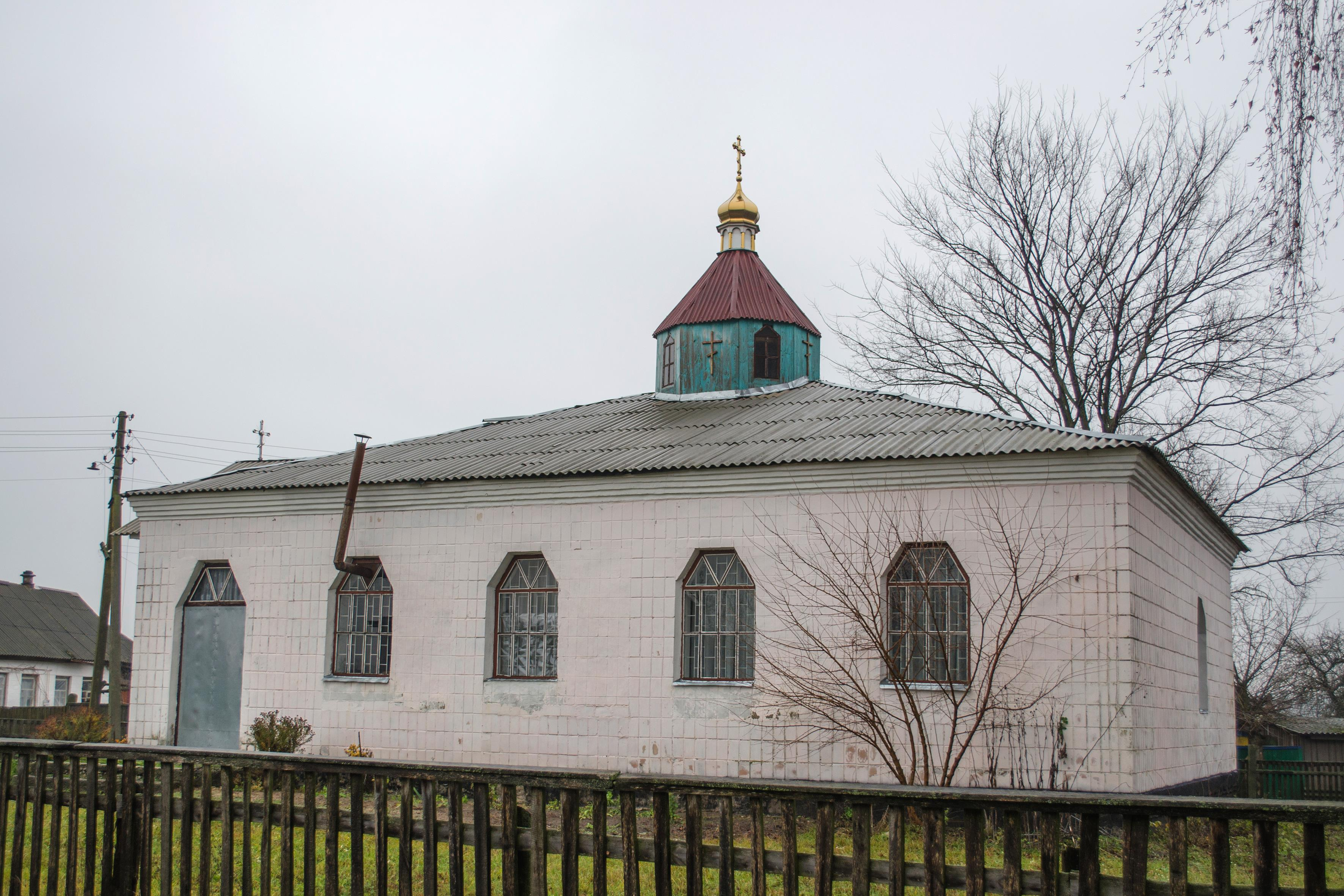
Церква
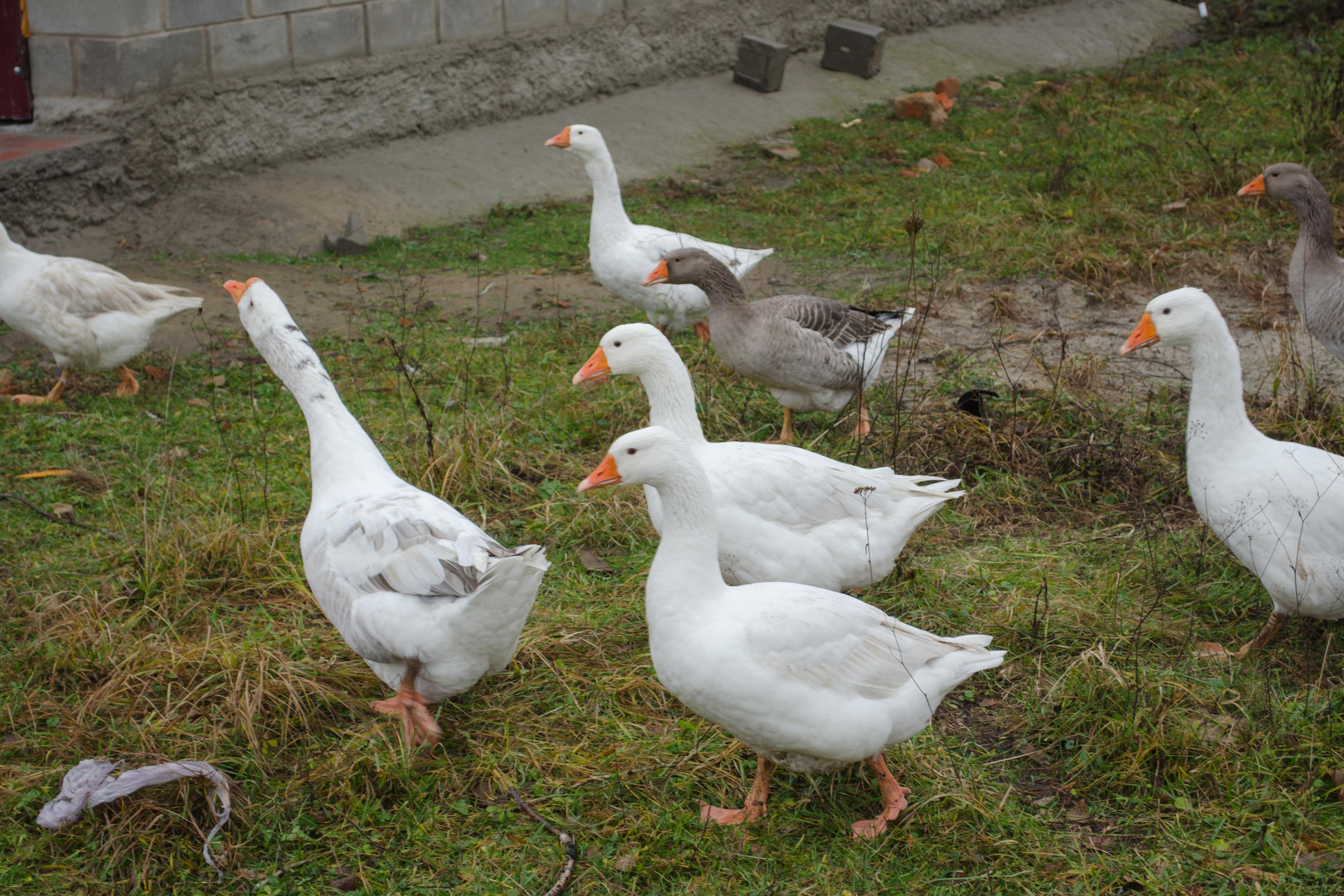
Гуси
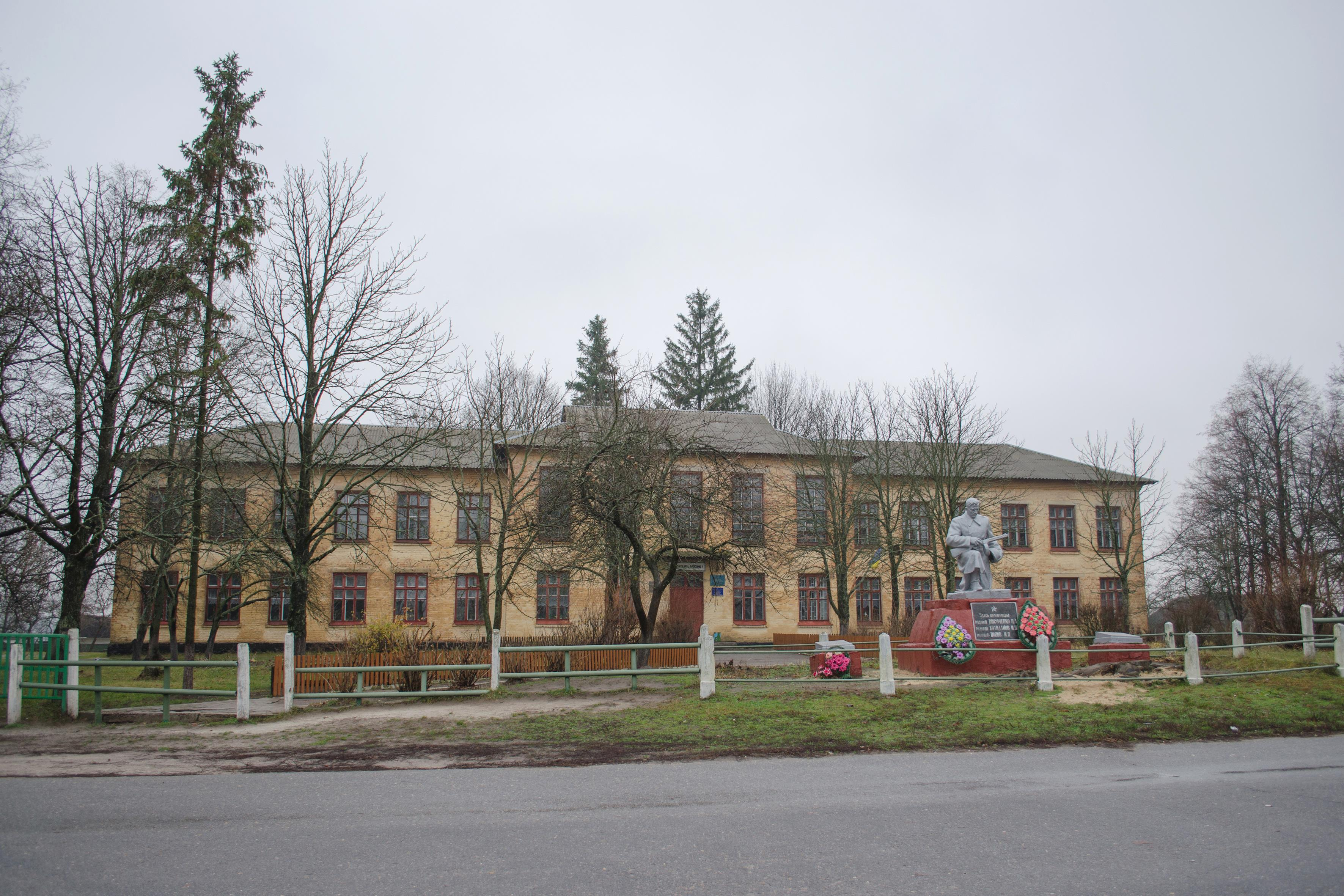
школа